# Aero Airlines
Aero Airlines war eine estnische Fluggesellschaft mit Sitz in Tallinn.

## Geschichte
Die Fluggesellschaft wurde 2002 von Finnair gegründet. Aero Airlines hat dabei seit 2002 schrittweise Finnairs ATR-72-Flugzeuge übernommen und bediente neben der Strecke Tallinn-Helsinki auch innerfinnische Strecken für Finnair. Finnair versprach sich von der estnischen Tochter, im wachsenden baltischen Wettbewerb kostengünstig agieren zu können.
Aufgrund eines Strategiewechsels bei Finnair wurde Aero Airlines im Januar 2008 vom Markt genommen und die gesamte Flotte an die russische UTair verkauft.
Die Gründung einer Fluggesellschaft mit dem Namen Aero hat dabei auch nostalgische Züge, denn als die heutige Finnair 1923 gegründet wurde, war ihr Name Aero O/Y (OY = finn. AG). Der Name Aero wurde später um den Begriff Finnair ergänzt und verschwand dann in den 1960er Jahren vollständig.

## Flotte
(Stand: August 2007)
- 3 ATR 72